# Sziésze (idősebb)
Sziésze ókori egyiptomi hivatalnok volt a XIX. dinasztia idején; a magtárak felügyelője II. Ramszesz uralkodása alatt. Családja Aszjútból származott.

## Élete
Sziésze egy szoborról ismert, amely ma a Louvre-ban található (A. 74). Ezen királyi írnoknak és a magtár felügyelőjének nevezik. A szobor hátulján tábornoki címét is említik, valamint Észak és Dél magtárfelügyelőjeként említik. Neve egy osztrakonon is megjelenik (O. Gardiner 40), melyen korabeli tisztségviselőket sorolnak fel, Sziésze mellett a következőket:
- Mahu, Montu földjeinek háznagya és felügyelője;
- Naht, Pahedzset fia, az ítélőtermek felügyelője;
- Mosze, Raemwia fia, Honszu műhelyeinek felügyelője;
- Hui, Iyernutef fia, a kincstár elöljárója, az erőd felügyelője;
- Pahenmesz, Min énekese Koptoszban
- Patutu, Ámon-Ré, az istenek királya birtokának rendőre
- Szenebihai, az oltár tehénpásztora

Sziésze fia Keni volt, aki követte hivatalában; unokája Sziésze, akit apjával együtt ábrázol egy szobor.

## Fordítás
Ez a szócikk részben vagy egészben  a   Siese the Elder című angol Wikipédia-szócikk ezen változatának fordításán alapul.  Az eredeti cikk szerkesztőit annak laptörténete sorolja fel. Ez a jelzés csupán a megfogalmazás eredetét és a szerzői jogokat jelzi, nem szolgál a cikkben szereplő információk forrásmegjelöléseként.